# Fort Le Sueur
 (novembre 2023).
Si vous disposez d'ouvrages ou d'articles de référence ou si vous connaissez des sites web de qualité traitant du thème abordé ici, merci de compléter l'article en donnant les références utiles à sa vérifiabilité et en les liant à la section « Notes et références ».
En 1695, le gouverneur de la Nouvelle-France, Louis de Buade de Frontenac, donna l'ordre à Pierre-Charles Le Sueur de construire un fort le long du lac Pépin, qu'il nomma à son honneur, le fort Le Sueur.